# Бейлю, Жильбер
Жильбе́р Бейлю (фр. Gilbert Bailliu; 4 сентября 1936, Брюгге — 2 апреля 2023) — бельгийский футболист, играл на позиции нападающего.

## Биография

### Игровая карьера
Бейлю был воспитанником клуба «Серкль Брюгге», за который играл с 1953 по 1966 год, сыграв за эту команду 221 матч и забил 98 голов. Он пять раз становился лучшим бомбардиром клуба по итогам сезона, при этом из них был 4 подряд. В 1966 году «Серкль Брюгге» из-за коррупционного скандала был отправлен в Третий дивизион, а Бейлю покинул команду.
Он перешёл в состав городских соперников своей бывшей команды «Брюгге». За этот клуб он отыграл четыре сезона, выиграв в 1968 году Кубок Бельгии. Затем он играл в любительских командах «Звевегем Спорт» (1970—1971) и «Винген» (1971—1974), в котором закончил карьеру.

### Смерть
Скончался 2 апреля 2023 года в Остенде в возрасте 86 лет.

## Достижения
«Брюгге»
- Обладатель Кубка Бельгии (1) : 1967/68